# 三叶藤橘
三叶藤橘（学名：Luvunga scandens）为芸香科三叶藤橘属的植物。分布在缅甸、越南、印度、柬埔寨、老挝以及中国大陆的云南、海南等地，生长于海拔600米的地区，一般生于溪谷较湿润的常绿阔叶林中、河岸和高达20米的树上，花期3-4月，果期10-12月。目前尚未由人工引种栽培。